# Сарджент Шрайвер
Роберт Сарджент Шрайвер-молодший (англ. Robert Sargent Shriver Jr.; нар. 9 листопада 1915, Вестмінстер, Меріленд — пом. 18 січня 2011, Бетесда, Меріленд) — американський політик-демократ і дипломат.
У 1941 році, незадовго до нападу на Перл-Гарбор, Шрайвер записався у ВМС США, під час Другої світової війни служив в основному на Тихому океані. Під час битви за Гуадалканал отримав поранення шрапнеллю, нагороджений медаллю «Пурпурове серце».
Шрайвер був першим директором Корпусу миру (1961–1966), заснованого Джоном Ф. Кеннеді. Він також працював послом США у Франції з 1968 по 1970. На президентських виборах у 1972 році він був напарником Джорджа Макговерна, але він програв чинному президенту Річарду Ніксону. У 1976 Шрайвер невдало намагався стати кандидатом у президенти від Демократичної партії.
Шрайвер був одружений з Юніс Кеннеді Шрайвер і, таким чином, увійшов до родини Кеннеді. Батько журналістки Марії Шрайвер. Помер після довгої боротьби з хворобою Альцгеймера.